# 三溴化钐
三溴化钐是一种无机化合物，化学式为SmBr3。

## 制备
将氧化钐溶于40%的氢溴酸中，可以结晶出SmBr3·6H2O。将水合物和氯化铵混合，真空加热，可得无水SmBr3。
Sm2O3 + 6 HBr → 2 SmBr3 + 3 H2O